# Røldal stavkirke
Røldal stavkirke er en stavkirke fra 1200-tallet i bygden Røldal i Odda kommune, Vestland fylke, Hardanger i Norge. Den er nævnt i skriftlige kilder fra 1462. Man kommer til stedet via E134.

## Bygningshistorie
Kirken er oprindelig bygget som en enskibet halkirke med samme bredde på kor og skib. Udgravninger har vist, at staverne hviler direkte på et stenfundament. Normalt hviler staverne på en grundstok af træ, som ligger på stenfundamentet. I 1844, da kirken skulle ombygges, opdagede man, at hjørnestolperne i stedet har været gravet ned i jorden, men senere er kappet af og sat på stenfundament. Så sent som omkring 1900 skal to af hjørnestolperne fortsat have stået direkte i lerjorden, og været svedne i enderne. Ifølge Jørgen H. Jensenius er Røldal kirke muligvis et bevaret eksempel på en bygningstype ældre end stavkirkerne, kaldt "stolpekirker".  
Kirken må tidligt være udvidet til en langkirke med et smallere, afsluttet kor. Rundt om kirken har der også været en svalegang.
En gang i 1600-tallet fik skibet hvælving, og kirken fik nyt inventar. Den blev også bemalet.
Under ombygningen i 1844 blev skibet udvidet mod vest og gjort højere med et nyt hvælv. Væggene blev også beklædt både ude og inde, og kirken blev malet hvid indvendig.
I tidsrummet 1913-1918 gennemgik kirken en omfattende ombygning og restaurering. Beklædningen fra 1800-tallet blev fjernet og renæssanceinteriøret restaureret. Der blev også bygget en ny svalegang omkring kirken for at beskytte vægpanelerne. Bygningsrestaureringen blev ledet af Jens Z. Kielland, mens farverestaureringen blev udført af Domenico Erdmann, assisteret af malerne Alfred Hagn og Ulrik Hendriksen.

### Fra middelalderen
Størstedelen af konstruktionen i skibet og koret er bevaret, ligesom tagkonstruktionen over skib og kor. Dele af sydportalen er også oprindelige.
Døbefonten er af klæbersten og dateret til 12-1300-tallet.
I Bergen Museum opbevares en række bygningsdele og andre middelaldergenstande fra kirken. Her er blandt andet alterfront og træskulpturer af Olav den hellige fra ca. 1250, af jomfru Maria med barnet fra ca. 1250, og ærkeenglen Mikael dateret ca. 1200.
Røldal stavkirke er fra gammel tid en "lovekirke" (= votivkirke),  hvorved den modtog store gaver fra mange af pilgrimmene. Dermed blev den lille bygd ret velstående i middelalderen. I 1600-tallet blev væggene inde i kirken rigt dekoreret med malerier; disse blev for det meste fjernet ved restaureringen i 1844, hvor svalegangene også blev fjernet. Et våbenhus blev tilføjet og klædt i hvidmalet træ. 
I dag må man takke sognepræst Johannes Brochmann for at Røldal stavkirke er bevaret. Modsat sin forgænger Peder Ringdal, var Brochmann meget optaget af kirkens historiske aspekt, og ivrede fra sin indsættelse i 1900 for en restaurering, så stavværket igen kunne blive synligt. I 1902 bad myndighederne om en udredning. Bygdefolket og Røldal herredsstyre ønskede at få kirken revet og i stedet få en ny, praktisk og tidsmæssig kirke. I starten af 1900-tallet var stavkirkerne endnu ikke blevet et nationalt særkende eller symbol for Norge. 
En oblatæske fra 1704 blev skænket kirken af Hjelmeland præstegæld i håb om at blive af med ulveplagen. I 2004 kom der en ny gave fra Hjelmeland, for da var ulvene kommet tilbage... 

## Krucifikset
Kirken er bedst kendt for sit 85 cm høje krucifiks fra 1200-tallet, som hænger over koråbningen, og som i traditionen gjaldt for at være undergørende. Formentlig blev det lavet af en tysk håndværker, som slog sig ned på Vestlandet på den tid, da stavkirken blev bygget. I 1962 blev det restaureret af Bjørn Kaland ved Bergen Museum. 
En legende fortæller, at en gammel blind mand og en dreng fik mere end fisk i garnet. Drengen sagde, at han så et kors nede i vandet, men det var for tungt for ham at få op. Den gamle råbte, at fik han bare korset op i båden, skulle han fragte det til nærmeste kirke. Han råbte navnene på de nærliggende kirker, men korset var lige tungt, indtil han råbte "Røldal kirke! – da nærmest hoppede det op i båden af sig selv. Den gamle tørrede sveden af panden, og med det samme fik han synet tilbage.
Ifølge en anden legende hed det sig, at krucifikset sveder hver midsommernat. Korset blev da løftet ned fra sin plads på væggen, så pilgrimmene kunne tørre sveddråberne af, eftersom man troede, at denne væske kunne have helbredende virkning. Messerne blev holdt i en tætpakket kirke, hvor varmen fra mængden i det uopvarmede kirkerum kan have fremkaldt kondens som, når det opstod på krucifikset, blev opfattet som sved.
I middelalderen var Røldal kirke Norges vigtigste pilgrimsmål næst efter Nidarosdomen. Krucifikset tidsfæstes til omkring 1250, mens sagnene om dets undergørende kraft opstod omkring 1300. Ved reformationen i 1537 blev valfarterne, helgendyrkelsen og de påståede mirakler stempet som overtro og forbudt. Forbuddet var imidlertid svært at håndhæve i en så afsidesliggende bygd, hvor der kun var præstevisitation to-tre gange i året. (Røldal fik først sin egen præst i 1848.)  Og troen på krucifikset var ikke til at rokke. Uheldigvis faldt "jonsok" i 1835 sammen med en af de sjældne visitationer. Da ankom provsten Ole Nicolai Løberg  en dag for tidligt til visitationen 7. juli. Til sin forbløffelse kunne han i 11-tiden om aftenen høre kirkeklokkensn kime. Det lyste fra kirkens vinduer, og gennem vinduet kunne han se, at der blev afholdt messe. Her fik han bekræftet den mistanke, gejstligheden længe havde næret: At afguderiet fortsat var levende i befolkningen. "Jonsok"-messen i 1835 blev dermed den aller sidste; men pilgrimsvandringen pågik dog i 10-15 år derefter. Mange syge håbede stadig på helbredelse ved krucifikset i Røldal; men nu fandt de kirkedøren låst midsommeraften. Gentagne gange blev messerne forsøgt standset – i 1622 af Oslos biskop Nils Glostrup, i 1644 af Bergens biskop Ludvig Munthe (som Ludvig Holberg blev opkaldt efter), og i 1744 af Kristiansands biskop Jakob Kærup, der også ville have krucifikset brændt. Han regnede det som et ikon, og tilbedelse af et ikon var afgudsdyrkelse. 
I dag er krucifikset i Røldal den eneste kultgenstand, der stadig hænger i en norsk middelalderkirke. De andre opbevares på museum eller i katolske kirker. En tid hang der også en anden undergørende genstand på væggen i Røldal kirke, nemlig et rygben fra en torsk. To mænd havde fisket i Røldalsvandet, og den ene skal have udtalt, at Røldalskirken var ikke mere en "lovekirke" (= votivkirke) end der var torsk i Røldalsvandet (torsk lever ikke i ferskvand). I samme øjeblik fik han en torsk på krogen. 
I nyere tid har den lutherske menighed stillet Røldal kirke til disposition for katolske valfarter. 

## Orglet
Orglet i Røldal kirke blev bygget af det tyske orgelbyggerfirma Paul Ott i 1978. Det har 9 stemmer og mekanisk traktur.
| Hovedværk C-g3 |      |
| Rohrfløjte     | 8′   |
| Praestant      | 4′   |
| Schwiegel      | 2′   |
| Mixtur         | 3-4f |

| Oberværk C-g3 |        |
| Gedackt       | 8′     |
| Spilfløjte    | 4′     |
| Prinzipal     | 2′     |
| Siffløjte     | 1 1/3′ |

| Pedalværk C-f1 |     |
| Subbass        | 16′ |

| Kopler       |         |
| II/I, I/ped. | II/ped. |